# قرار مجلس الأمن التابع للأمم المتحدة رقم 1983
قرار مجلس الأمن التابع للأمم المتحدة رقم 1983، المتخذ بالإجماع في 7 يونيو 2011، بعد التذكير بالاجتماعات المتعلقة بفيروس نقص المناعة البشرية/الإيدز في أفريقيا وولايات عمليات حفظ السلام، وكذلك القرارات 1308 (2000) و1325 (2000) و1820 (2008) و1888 (2009) و1889 (2009) و1894 (2009) و1960 (2010) شجع المجلس على إدراج الوقاية من فيروس نقص المناعة البشرية/الإيدز والعلاج والرعاية والدعم في ولاياته المتعلقة بحفظ السلام .
كان اعتماد القرار 1983 هو المرة الثانية التي يناقش فيها مجلس الأمن فيروس نقص المناعة البشرية/الإيدز وتأثيره على السلم والأمن الدوليين. جاء القرار، الذي قدمته الغابون،  قبل اجتماع رفيع المستوى لمدة ثلاثة أيام بشأن استجابة المجتمع الدولي لفيروس نقص المناعة البشرية/الإيدز.

## القرار

### أعمال
وشدد أعضاء المجلس على ضرورة اتخاذ إجراءات عاجلة للحد من تأثير وباء فيروس نقص المناعة البشرية في حالات الصراع وما بعد الصراع، من خلال المبادرات المحلية والوطنية والإقليمية والدولية. وأشر المجلس إلى «العبء غير المتناسب» لفيروس نقص المناعة البشرية/الإيدز على المرأة والذي لا يزال يؤثر على المساواة بين الجنسين وتمكين المرأة وحث على تقديم المساعدة في هذا السياق.
واعترف القرار بأن عمليات الأمم المتحدة لحفظ السلام هي عوامل مهمة في التصدي لفيروس نقص المناعة البشرية/الإيدز ورحب بإدراجها في ولايات حفظ السلام وشدد على الحاجة إلى الدعم لمعالجة الوصمة الاجتماعية والتمييز المرتبطين بالمرض. وحث الأمين العام على النظر في مجموعة متنوعة من القضايا المتعلقة بفيروس نقص المناعة البشرية/الإيدز في أنشطته المتعلقة بمنع نشوب النزاعات وحلها وتعزيز الجهود الرامية إلى تنفيذ سياسة عدم التسامح مطلقا بشأن الاستغلال الجنسي. 
وشجع مجلس الأمن على استخدام الوقاية والعلاج والرعاية والدعم فيما يتعلق بفيروس نقص المناعة البشرية في بعثات حفظ السلام التابعة له، من خلال تقديم المشورة وبرامج الاختبار والمساعدة إلى المؤسسات الوطنية وينص القرار على ضرورة تكثيف هذه الجهود. وأخيراً، تم الترحيب بالتعاون بين الدول وتشجيعه في دور الوقاية من فيروس نقص المناعة البشرية/الإيدز والعلاج والرعاية والدعم.

## روابط خارجية
- نص القرار في undocs.org